# Torre di Redde
La Torre di Redde è di origine medievale e si trova nel bosco a sud del paese di Vaglio nel Canton Ticino. La torre residenziale si trova ad un'altezza di 619 metri sul livello del mare ed è anche chiamata «Torre di San Clemente».

## Storia
La Torre Redde faceva parte di una casa fortificata del XIII secolo. Fu costruita dalla famiglia Rusca di Como, stabilitasi in Ticino a sud del Monte Ceneri per monitorare il percorso attraverso le Alpi.
La torre è documentata nel 1310. Apparteneva all'insediamento di Redde, che consisteva in un villaggio, una casa fortificata e una piccola chiesa. Nel 1335 Redde compare in un elenco della città di Como come insediamento rurale con un proprio peso e unità di misura. Nella zona si possono vedere tracce di precedenti attività umane: muri a terrazze fatiscenti, muri di fondazione di singoli edifici e vecchi binari. Probabilmente a causa della peste, il villaggio era stato abbandonato nel XVI secolo.
La piccola cappella barocca è dedicata a San Clemente e dista circa 300 metri dalla torre. È menzionata in un documento nel XIV secolo.

## Descrizione
La muratura a strati, le bugne d'angolo più accuratamente eseguite e la porta ad arco dell'ingresso sopraelevato sul lato sud indicano un'epoca di costruzione tra il XII e il XIII secolo. La muratura, che è spessa più di un metro e alta una quindicina di metri, è stata conservata nella torre di quattro piani. L'interno non può essere visto.
La torre era coperta da un tetto a tenda piatto, si possono ancora vedere i resti della copertura in lastre di pietra sulla sommità. I singoli piani erano in parte collegati tra loro da scale e portici interni ed esterni in legno. Nicchie murarie, uno scolo in pietra e una canna fumaria testimoniano la sua antica abitabilità. Sul lato nord era presente un edificio oggi scomparso, a sud c'era un edificio rettangolare in muratura a malta, presumibilmente un edificio residenziale costruito successivamente. Il fossato menzionato in un documento del XIV secolo non si vede da nessuna parte.
Nel 1998/1999 la torre è stata restaurata sotto la direzione dell'architetto Ivo Trümpy. È di proprietà della Fondazione Torre di Redde.
Ogni anno a settembre si svolge, da diversi anni, la medievale “Festa di Redde” tra la torre e la chiesa. La piazza è un popolare luogo di incontro con i suoi focolari e numerose aree pic-nic.

## Galleria d'immagini

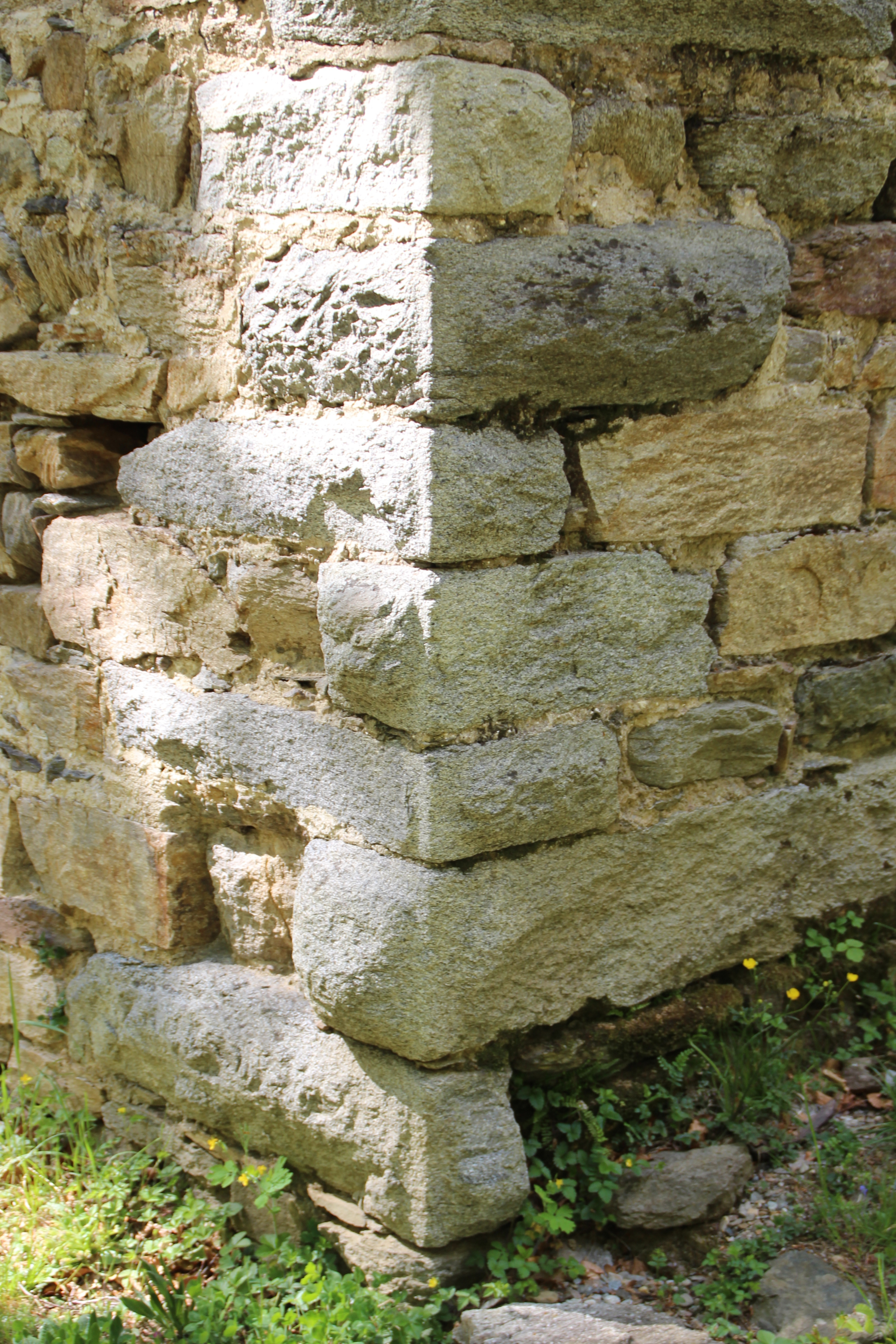
Pietre d'angolo
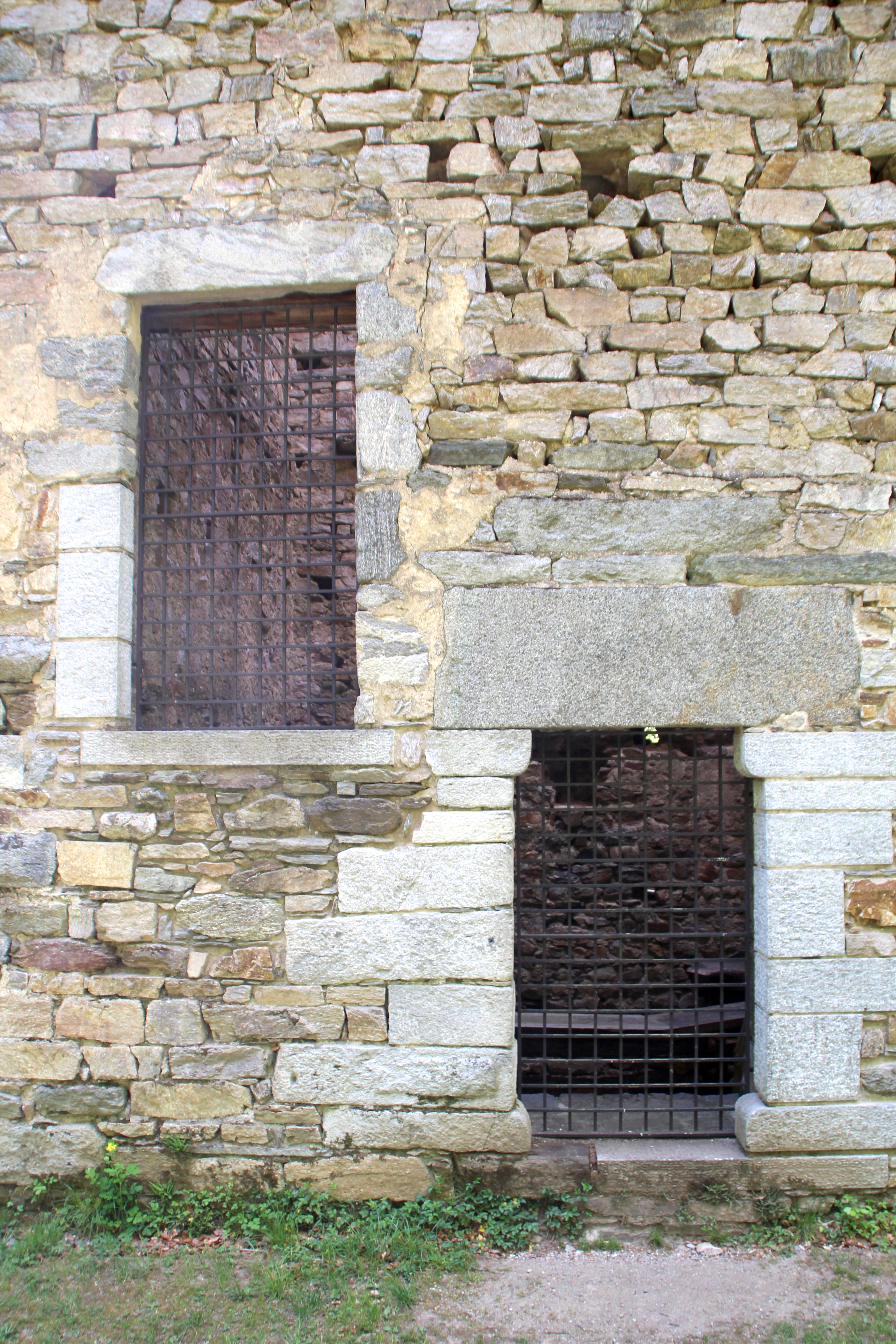
Porte sul lato sud
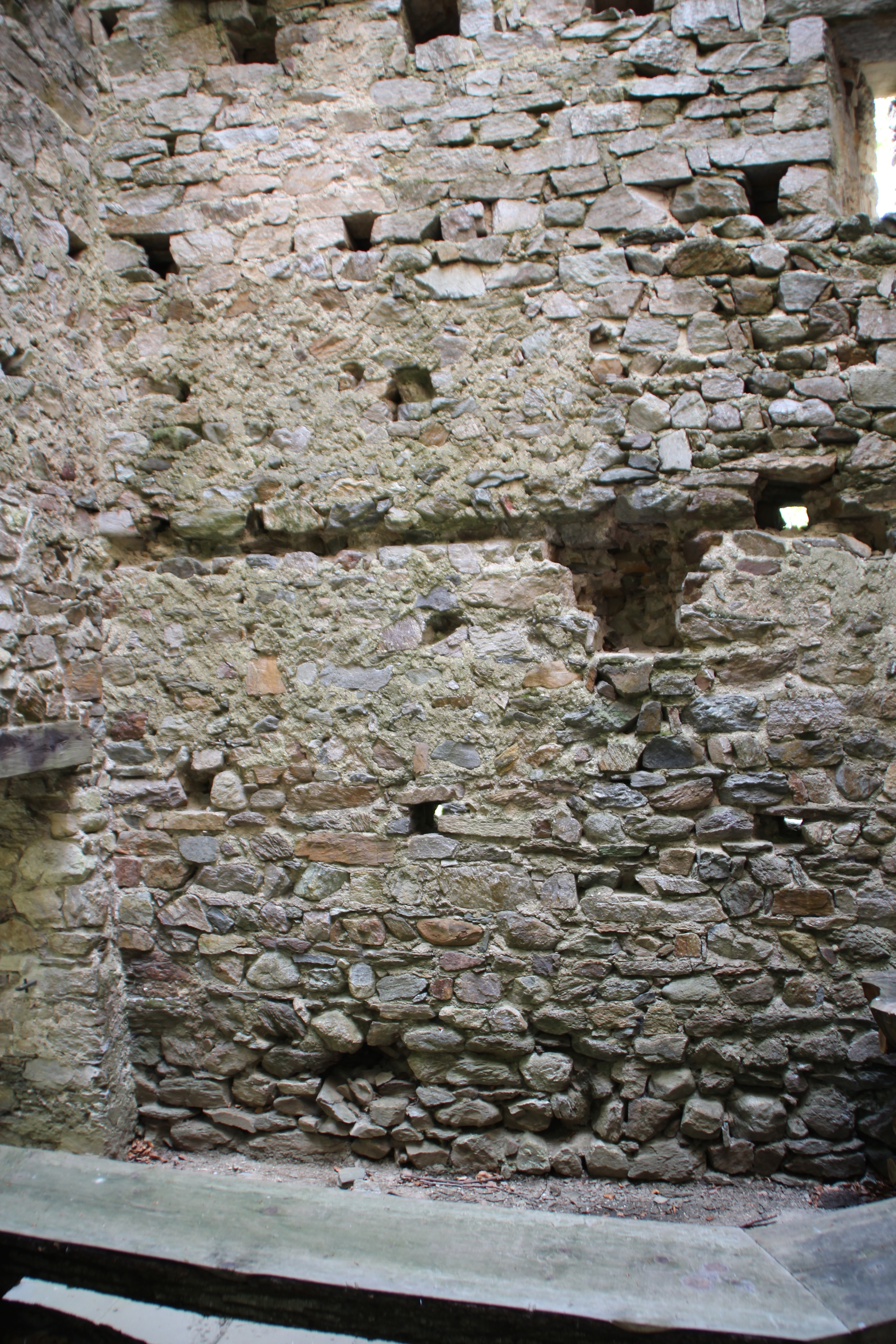
Feritoie
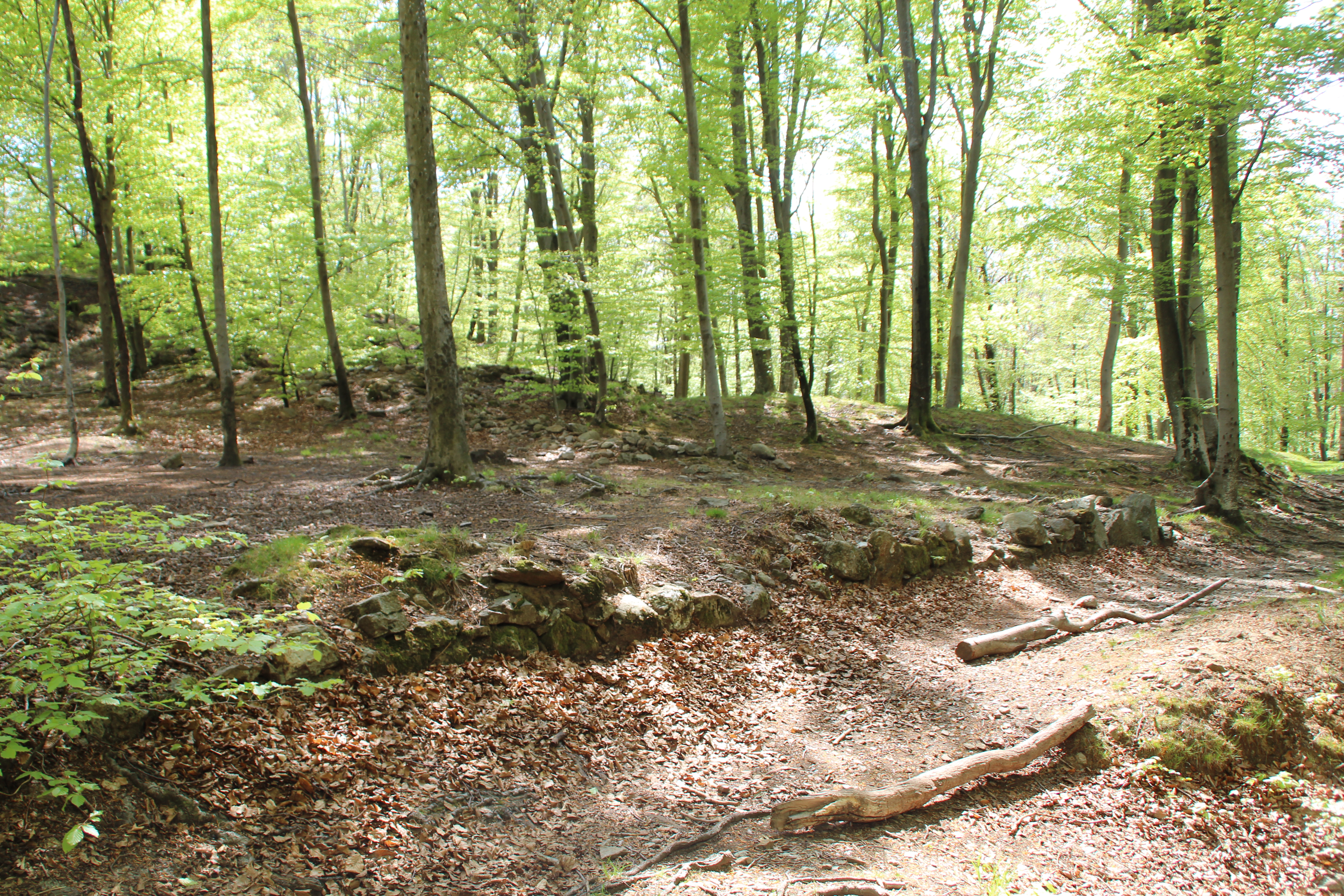
Muri di fondazione di ex edifici residenziali